# Red Ball 4
Red Ball 4 (с англ. — «Красный Шарик 4») — мобильная игра в жанре платформер, основанная на физике. Была разработана российской студией Yohoho Games и выпущена компанией FDG Entertainment.

## Разработка
Впервые игра была выпущена для платформы Adobe Flash. С ноября 2012 по октябрь 2013 года вышло три части игры, представив игрокам локации Зелёные холмы, Дремучий лес и Мрачная фабрика.
В 2014 году игра выходит для мобильных платформ iOS и Android в виде компиляции всех трёх частей игры.
В 2015 году в игру была добавлена четвёртая локация Битва за луну, где сражение с кубиками происходит за форму Луны — кубики сделали её квадратной, а Red Ball, решив головоломки и победив врагов, возвращает ей круглую форму.
Последняя пятая локация Подземные ходы была добавлена в игру в 2017 году. В ней девушка Red Ball проваливается в подземелье и главный герой отправляется на её спасение. Победив всех врагов и главного босса, шарики выбираются на поверхность.
Количество игроков насчитывает около 150 миллионов.

## Сюжет
Все части игры связаны общим сюжетом: миру красных шариков угрожают чёрные кубики. Главный герой отправляется в путь, побеждая врагов. После победы над главным боссом, спасает друзей и планету.

## Игровой процесс
Игрок должен управлять красным шариком и проходить через разные препятствия (шипы, пилы), убивать злых чёрных кубиков (в конце каждой части появляется босс — большой кубик). На каждом уровне играет различная музыка (зависит от местонахождения и обстановки персонажа).